# 사랑해 (드라마)
《사랑해》는 만화가 허영만 화백의 동명의 원작을 토대로 100% 사전제작으로 만든 드라마이다. SBS에서 2008년 4월 7일부터 2008년 5월 27일까지 매주 월, 화요일 밤 9시 55분에 방영했던 드라마로, 총 16부작이다.

## 제작진
- 기획: 김영섭, 배희영
- 제작총괄: 이효정
- 제작: 이진석
- 제작이사: 손홍조
- 극본: 김세영, 정현정, 최수진, 허영만
- 조감독: 최선경
- 연출: 성도준, 이창한

## 등장 인물
- 안재욱: 석철수 역
- 서지혜: 나영희 역
- 공형진: 도민호 역
- 조미령: 나진희 역
- 박혜영: 이영희 역
- 황윤석 : 박병호 역
- 이수나: 명자/영희 모 역
- 선우용녀: 철수 모 역
- 현석 : 철수 부 역
- 박혜숙: 영희/진희 모 역
- 김용건: 영희/진희 부 역
- 강이석: 병호 아들, 박상진 역
- 윤기원: 1회 - 지하철 치한 역
- 구본임: 은행원 역
- 김민서: 철수의 맞선녀, 아영 역
- 박노식: 은행강도 역

### 우정 출연
- 정다빈

| SBS 월화드라마                             | SBS 월화드라마                            | SBS 월화드라마                                 |
| 이전 작품                                  | 작품명                                    | 다음 작품                                      |
| ------------------------------------------ | ----------------------------------------- | ---------------------------------------------- |
| 왕과 나 (2007년 8월 27일 ~ 2008년 4월 1일) | 사랑해 (2008년 4월 7일 ~ 2008년 5월 27일) | 도쿄 여우비 (2008년 6월 2일 ~ 2008년 6월 10일) |